# Hodégétria

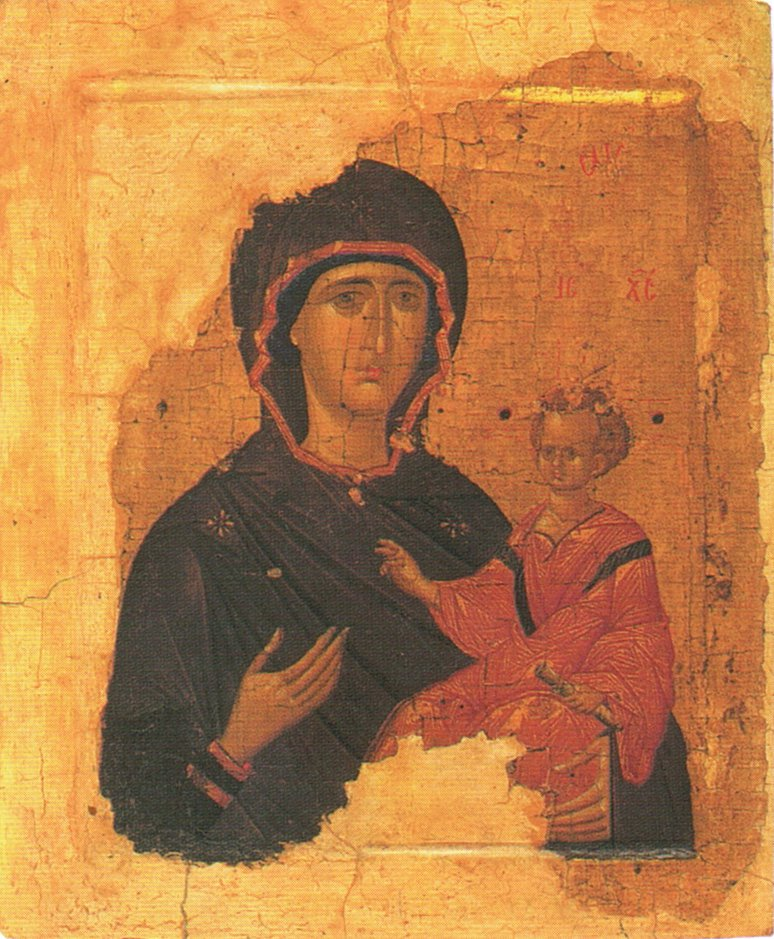
Icône byzantine Hodigitria - début du XVe siècle.

L'Hodigitria, Odigitria ou Hodégétria (en grec ancien : ὁδηγήτρια / hodègètria « qui montre la voie », composé du nom ὁδός / hodós « voie » et du verbe ἡγεῖσθαι / hègeísthai : « conduire,  guider ») est un des types d'icônes les plus répandus et populaires de la Vierge Marie, Mère de Dieu, portant dans ses bras son fils l'Enfant Jésus. Elle a été peinte ainsi, selon la tradition séculaire, par l'évangéliste Luc. Elle figure la Vierge Marie, debout, avec l'Enfant Jésus sur son bras gauche. Le nom grec de l'icône (« qui conduit, qui guide ») vient de ce que la Vierge y est représentée désignant l'Enfant Jésus d'un mouvement de sa main droite. Le terme peut désigner par extension, une église dédiée à la Vierge Hodigitria ou en possédant une icône vénérée.

## Description
L'Enfant Jésus est assis dans les bras de la Mère de Dieu (appelée aussi Notre-Dame par les catholiques). Il bénit de la main droite, et tient un livre-rouleau de la main gauche. Cette représentation, ces gestes, correspondent à ceux du Christ Pantocrator dans l'iconographie traditionnelle du Christ. Le plus souvent, la figure de Notre-Dame tient tout entière dans un cadre. Mais il existe des variantes révérées, comme Notre-Dame de Kazan, où le nimbe dépasse le cadre central. La taille et l'âge de Jésus peuvent également varier. Quand la Vierge porte son enfant sur le bras droit elle peut être appelée de Jérusalem (Ierousalimskaïa).  
Les icônes représentant le même sujet mais appelées « Éléousas » (mot repris de la racine en grec ancien du mot έλεος/éléos, la compassion, la tendresse), sont assez proches des Hodigitrias mais la relation entre la mère et l'enfant devient le sujet principal de l'icône. Les éléousas expriment l'amour infini existant entre Marie et son fils Jésus. Les Hodigitrias donnent une place plus importante à Jésus lui-même plutôt qu'à ce lien mère-fils. Jésus apparaît dans ces dernières, davantage comme l'image centrale de la composition. Jésus s'y adresse au spectateur de l'icône. La Vierge Marie y est représentée de face et la tête droite ou très légèrement inclinée. Dans les deux types d'icônes, elle montre souvent son fils de la main droite. Comme pour guider les âmes vers son divin fils.  
Au point de vue dogmatique cette imagerie représente le monde du « Christ Roi et Juge céleste » et fait référence à l'« Enfant-Dieu et Roi » ou encore à l'Enfant Jésus.

## Histoire
Selon la légende, la première Hodigitria est celle de Blachernitissa, qui aurait été réalisée par l'évangéliste S. Luc, puis ramenée de Terre sainte par Eudoxie, épouse de l'empereur Théodose II, première moitié du Ve siècle au quartier des Blachernes, à Constantinople (selon d'autres sources au monastère des Hodèges, d'où viendrait le nom : Hodigitria suivant la même origine grecque). L'icône devint la protectrice de Constantinople et plus d'une fois elle est réputée avoir soutenus les murs de la cité contre les assauts ennemis. De plus, chaque mardi, une procession se tenait qui parcourait toute la ville en exposant celle-ci.
Ce type d'icône a été particulièrement répandu dans toute la chrétienté et surtout dans l'Empire byzantin et en Russie.

## Variantes

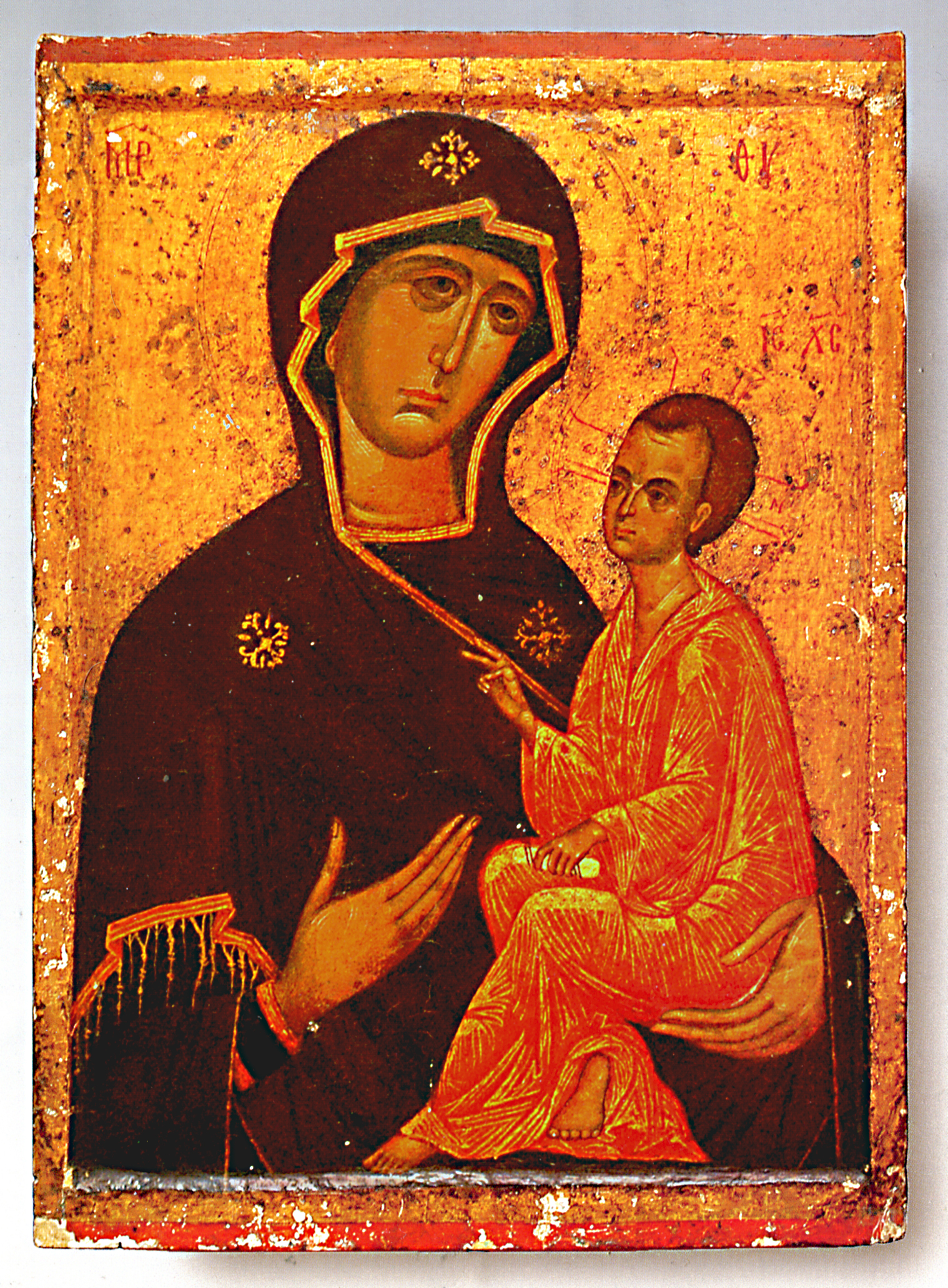
Icône Tikhvinskaïa.
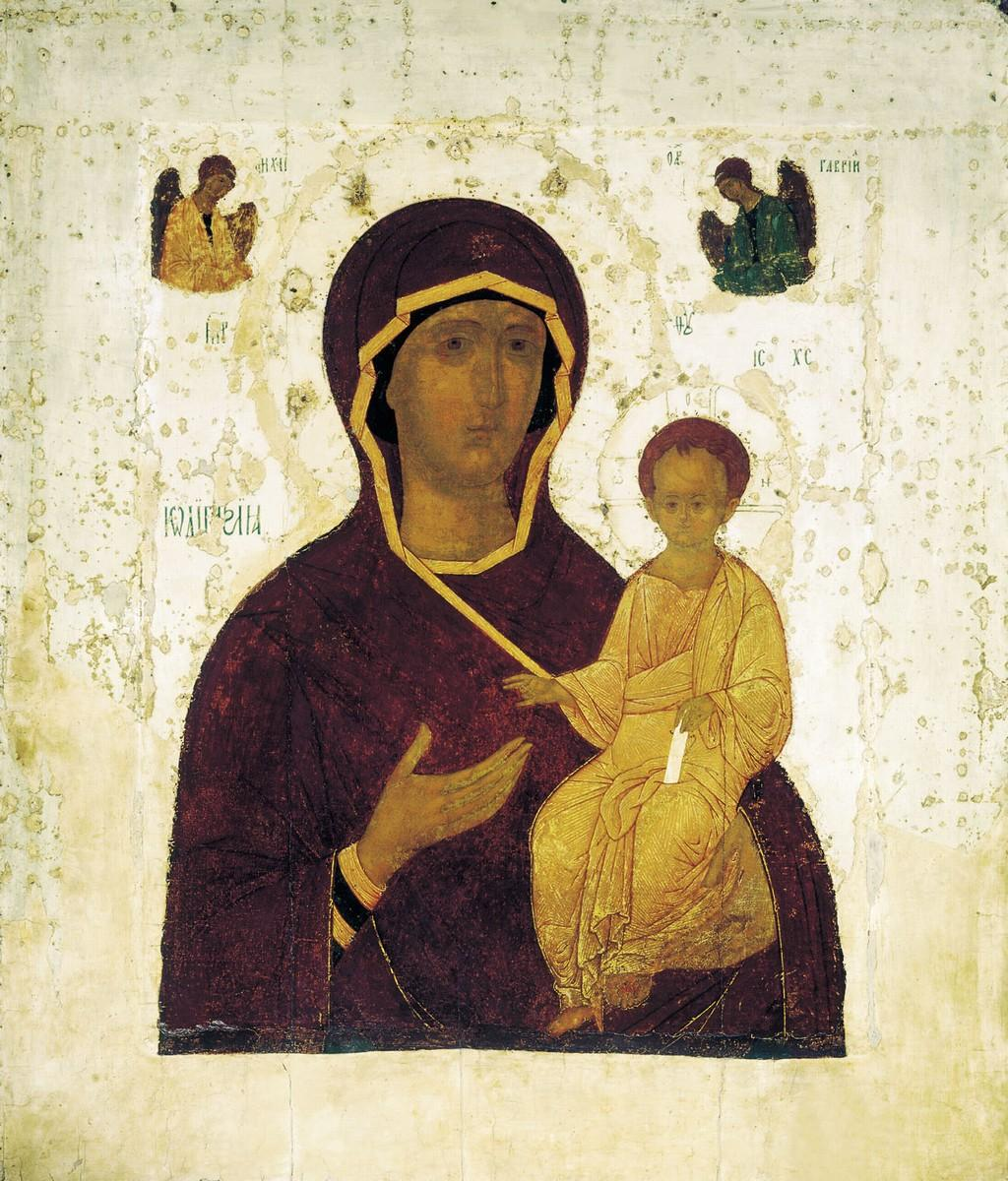
Notre-Dame de Smolensk. Dionisius. 1482.
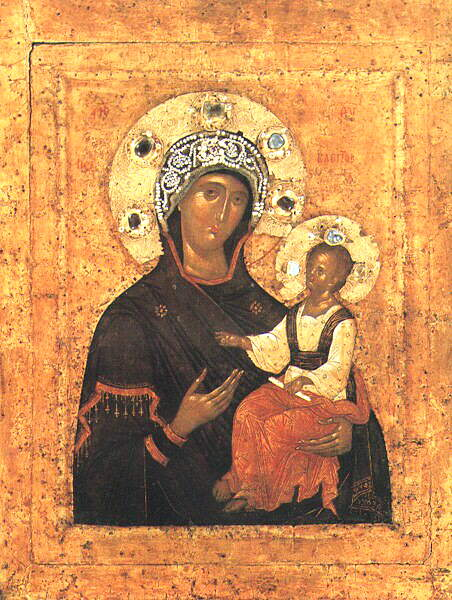
Perivlepta. Byzance. Seconde moitié du  XIV.
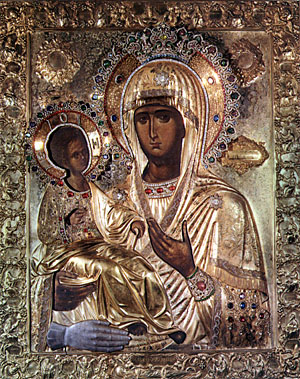
La Mère de Dieu aux trois mains.
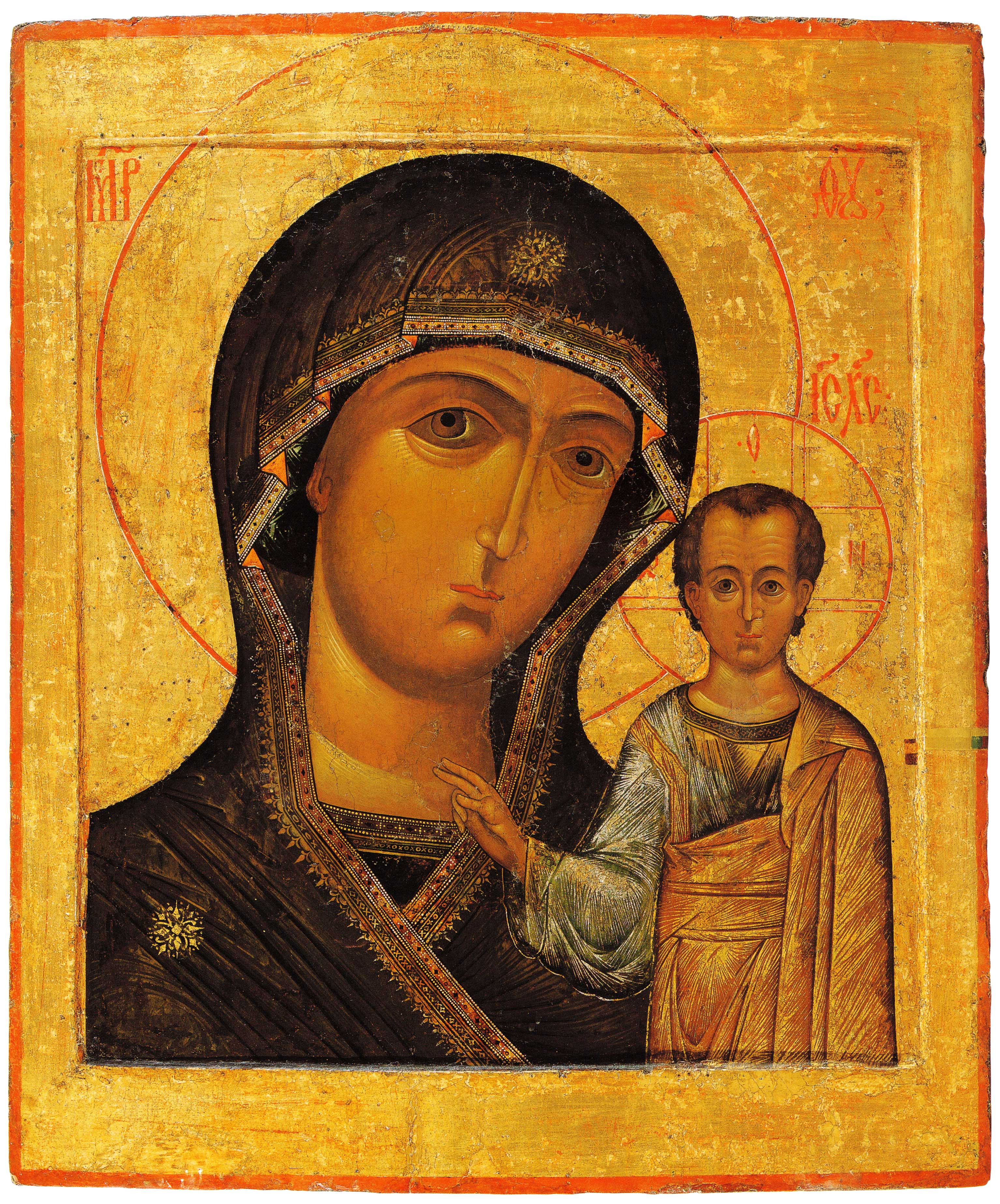
Notre-Dame de Kazan, 1649.
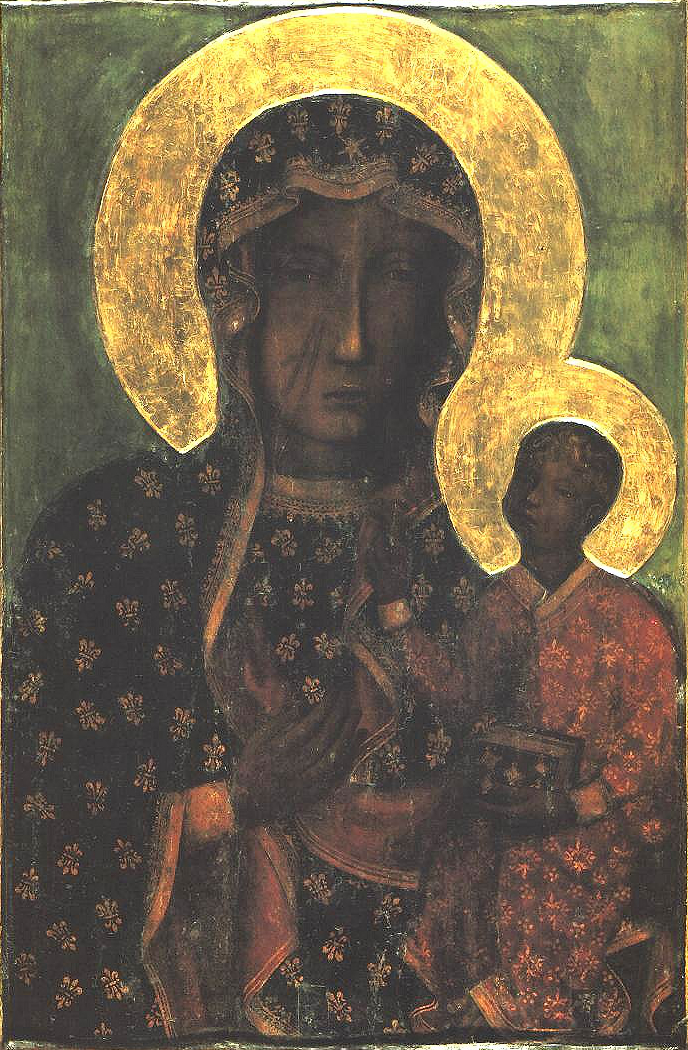
Vierge de Częstochowa.
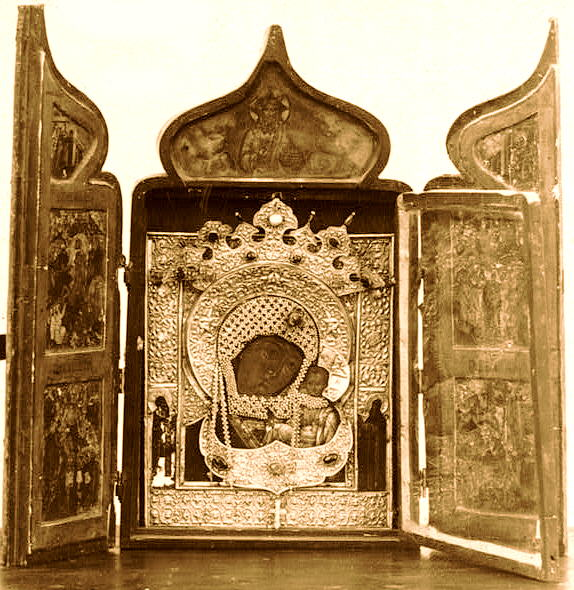
Variante de l'icône de Kazan. Monastère de Makarevski (don du Tsar Michel Fédorovitch). Photographie de Sergueï Prokoudine-Gorski du début du XXe siècle.
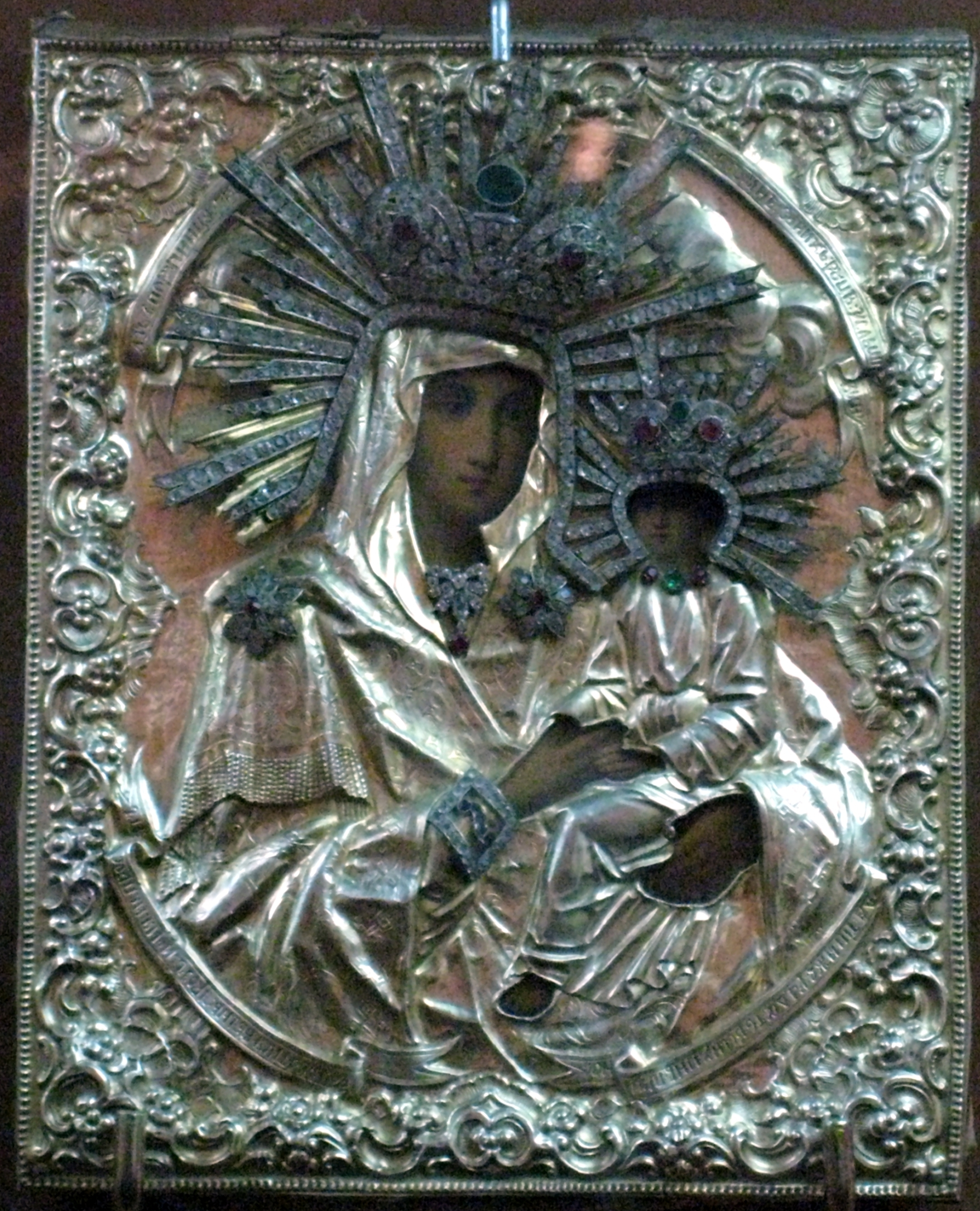
Celle qui intercède pour les pécheurs.

## Source
- (ru) Cet article est partiellement ou en totalité issu de l’article de Wikipédia en russe intitulé « Одиги́трия » (voir la liste des auteurs).